# Liste der Kulturdenkmale in Rendswühren
In der Liste der Kulturdenkmale in Rendswühren sind alle Kulturdenkmale der schleswig-holsteinischen Gemeinde Rendswühren (Kreis Plön) aufgelistet (Stand: 10. März 2025).

## Legende
In den Spalten befinden sich folgende Informationen:
- Objekt-ID: die Nummer des Kulturdenkmales
- Lage: die Adresse des Kulturdenkmales und die geographischen Koordinaten. Kartenansicht, um Koordinaten zu setzen. In der Kartenansicht sind Kulturdenkmale ohne Koordinaten mit einem roten Marker dargestellt und können in der Karte gesetzt werden. Kulturdenkmale ohne Bild sind mit einem blauen Marker gekennzeichnet, Kulturdenkmale mit Bild mit einem grünen Marker.
- Offizielle Bezeichnung: Bezeichnung des Kulturdenkmales
- Beschreibung: die Beschreibung des Kulturdenkmales
- Bild: ein Bild des Kulturdenkmales

## Sachgesamtheiten
| Objekt-ID | Lage                                          | Offizielle Bezeichnung | Beschreibung | Bild |
| --------- | --------------------------------------------- | ---------------------- | --- | ---- |
| 26939     | Viehbrooker Weg 6 (54° 5′ 0″ N, 10° 7′ 59″ O) | Hof Viehbrook          | Hof Viehbrook; 17. Jh.-1930; Hofanlage aus Haupthaus (ehem. Gasthof), Backhaus und Schmiede - Begründung: geschichtlich, Kulturlandschaft prägend - Schutzumfang: Haupthaus (ehem. Gasthof), Backhaus, Schmiede | BW   |

## Bauliche Anlagen
| Objekt-ID      | Lage                                          | Offizielle Bezeichnung    | Beschreibung | Bild |
| -------------- | --------------------------------------------- | ------------------------- | --- | ---- |
| 5597 Wikidata  | Dorfstraße 5 (54° 4′ 26″ N, 10° 10′ 53″ O)    | Scheune                   | Scheune; 1857; giebelständiger Zweiständerbau mit Längsdurchfahrt und steilem blechgedecktem Schopfwalmdach, bauzeitliches Fachwerkgefüge umfänglich erhalten, in den Abseiten Stalltüren - Begründung: geschichtlich, Kulturlandschaft prägend - Schutzumfang: gesamtes Objekt - Denkmaltyp: Bauliche Anlage                                                 | BW   |
| 5604           | Forstweg 3 (54° 4′ 45″ N, 10° 6′ 29″ O)       | ehem. Forsthaus Neuenrade | ehem. Forsthaus Neuenrade; im Kern 2. Hälfte 18. Jh.; eingeschossiger, giebelständiger Fachwerkbau mit reetgedecktem Schopfwalmdach, Erdgeschoss verputzt, mit zwei Nebengebäuden - Begründung: geschichtlich, Kulturlandschaft prägend - Schutzumfang: ehem. Forsthaus Neuenrade, vorderes Nebengebäude, hinteres Nebengebäude - Denkmaltyp: Bauliche Anlage | BW   |
| 26940 Wikidata | Viehbrooker Weg 6 (54° 4′ 59″ N, 10° 8′ 0″ O) | Haupthaus (ehem. Gasthof) | Haupthaus; im Kern Fachwerkbau des 17. Jh.; eingeschossiges Traufenhaus mit Schopfwalmdach, 1930 Südtrakt für Gasthausnutzung und östliche Stallwand massiv erneuert - Begründung: geschichtlich, Kulturlandschaft prägend - Schutzumfang: gesamtes Objekt - Denkmaltyp: Bauliche Anlage, Sachgesamtheit: Hof Viehbrook                                       | BW   |
| 26941 Wikidata | Viehbrooker Weg 6 (54° 4′ 57″ N, 10° 8′ 0″ O) | Backhaus                  | Backhaus; 17. Jh.; kleiner Fachwerkbau mit Satteldach in einigem Abstand zum Haupthaus südlich im Garten - Begründung: geschichtlich, Kulturlandschaft prägend - Schutzumfang: gesamtes Objekt - Denkmaltyp: Bauliche Anlage, Sachgesamtheit: Hof Viehbrook                                                                                                   | BW   |
| 26942 Wikidata | Viehbrooker Weg 6 (54° 5′ 0″ N, 10° 8′ 1″ O)  | Schmiede                  | Schmiede; 1885; traufständiger Backsteinbau mit Satteldach nordöstlich des Haupthauses, ersetzt ursprünglichen Fachwerkbau, die gesamte Schmiedewerkstatt-Einrichtung ist erhalten - Begründung: geschichtlich, technisch, Kulturlandschaft prägend - Schutzumfang: gesamtes Objekt - Denkmaltyp: Bauliche Anlage, Sachgesamtheit: Hof Viehbrook              | BW   |

## Quelle
- Liste der Kulturdenkmale in Schleswig-Holstein – Kreis Plön (PDF)

- Karte mit allen Koordinaten:
- OSM |
- WikiMap